# 김지민 (1984년)
김지민(한국 한자: 金智敏, 1984년 11월 27일 ~ )은 대한민국의 전 축구 선수이며, 포지션은 공격수였다.